# Termesso

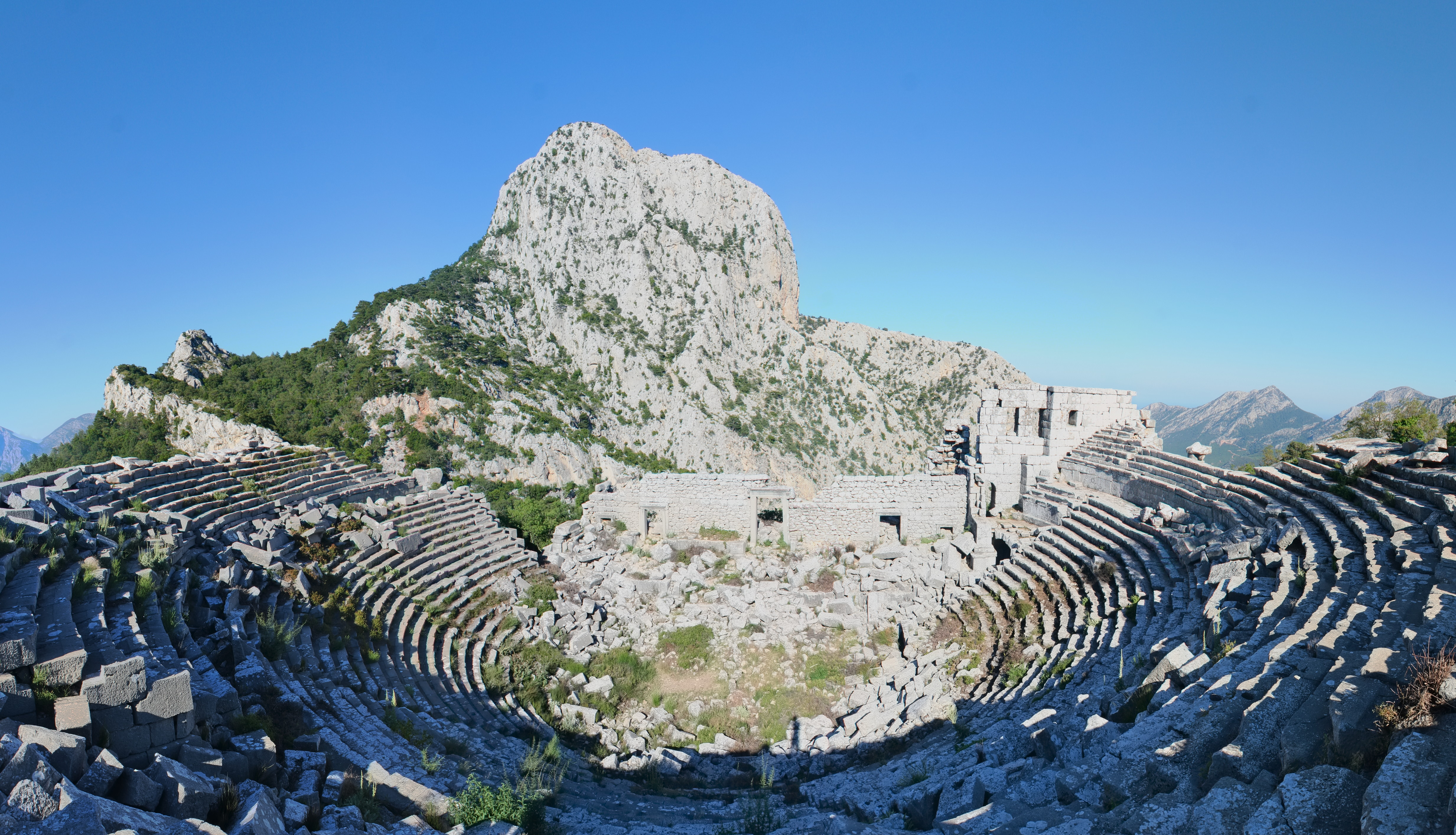
Um teatro em Termesso.

Termesso (em latim: Termessus) foi uma cidade da província romana da Pisídia, na Ásia Menor. Foi também uma sé titular.